# 喬治亞水族館
喬治亞水族館（英語：Georgia Aquarium）位於美國喬治亞州亞特蘭大奧林匹克百年公園北側，於2005年11月開幕，曾是世界最大的水族館，後被新加坡的海洋生物公園及中國大陸的長隆海洋王國超越。水族馆紧邻可口可乐世界与奥林匹克百年公园。

## 交通
亚特兰大地铁红线及橙线共用的Civic Center站出站后步行12分钟即到达水族馆

## 圖片

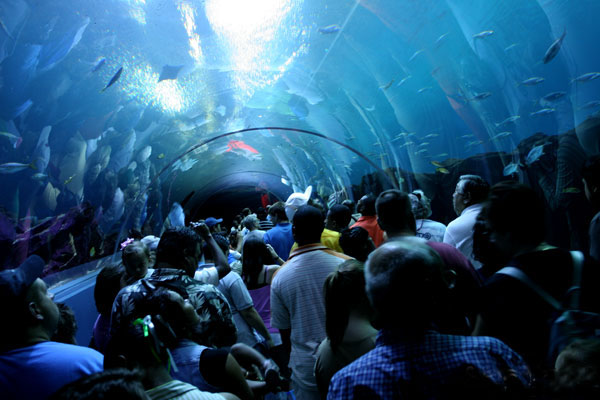
鯨鯊展的隧道
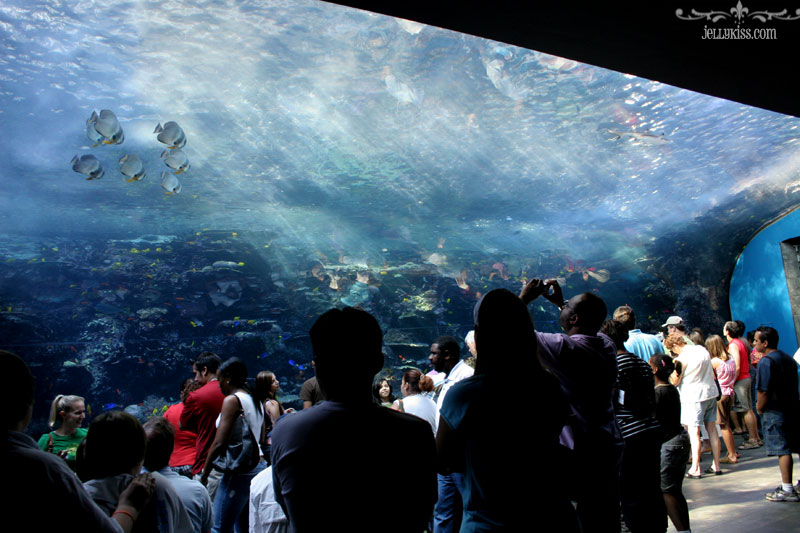
喬治亞水族館的熱帶礁脈展覽
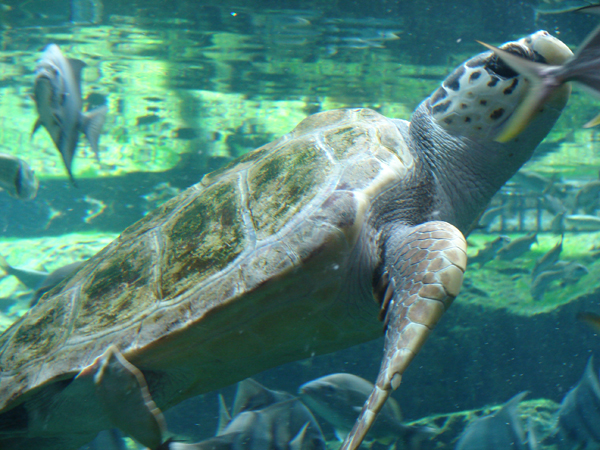
蠵龜
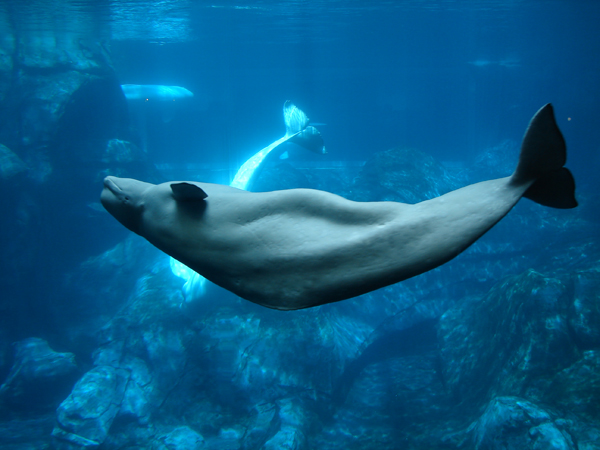
三隻白鯨中的一隻
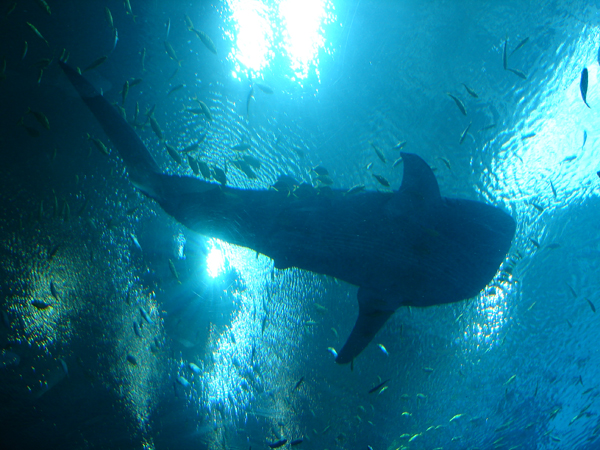
位於隧道上方的鯨鯊
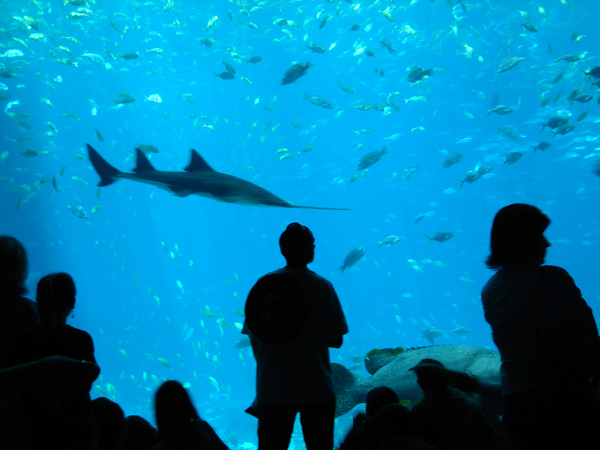
「海洋旅行家」（Ocean Voyager）觀賞院的鋸鰩
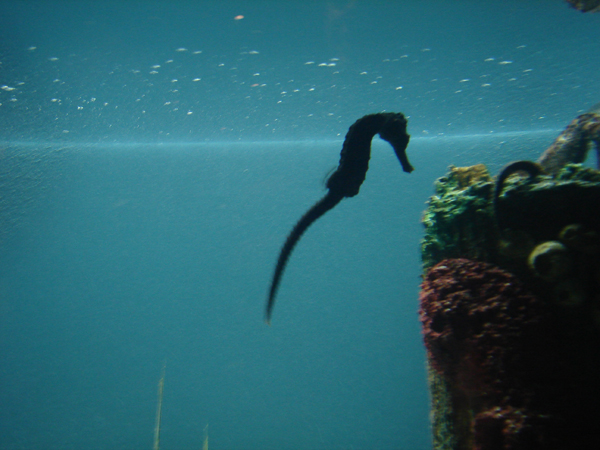
海馬
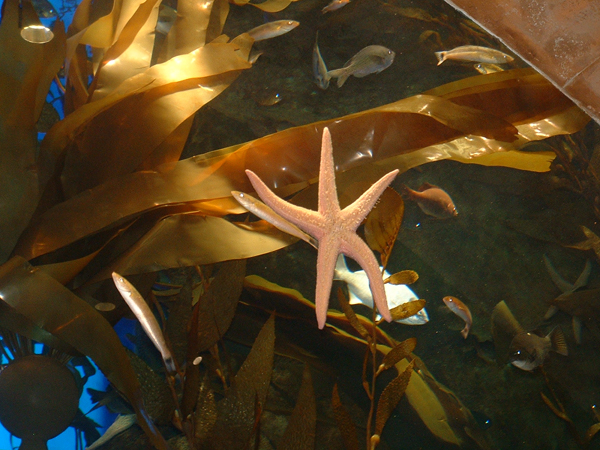
海星
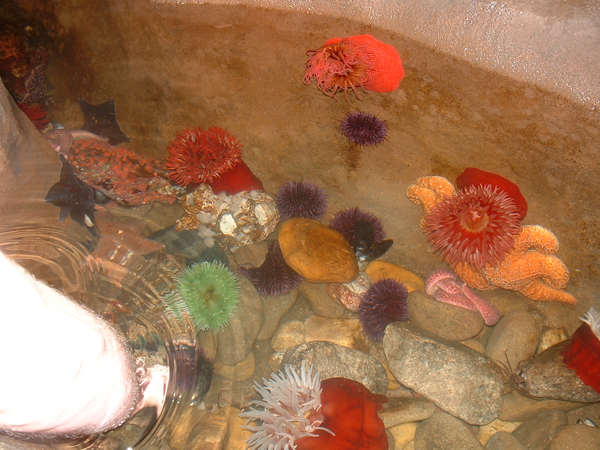
觸摸箱裡的海葵
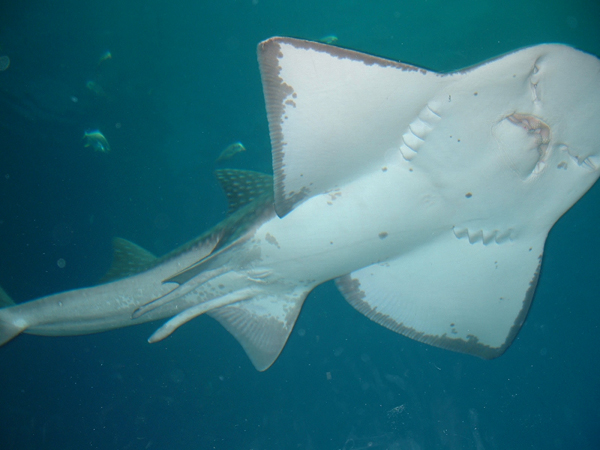
「海洋旅行家」（Ocean Voyager）隧道裡的圓犁頭鰩
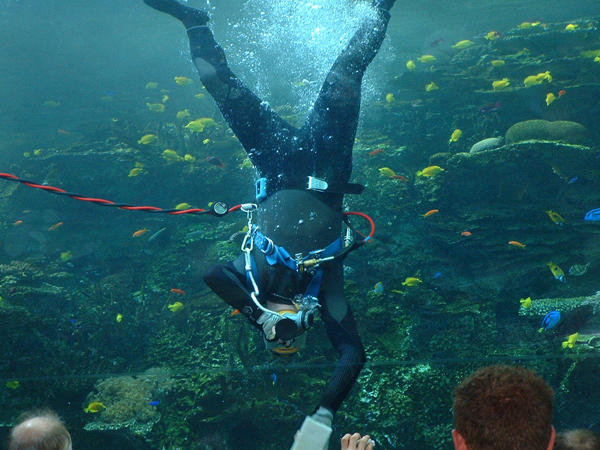
清理玻璃的潛水員
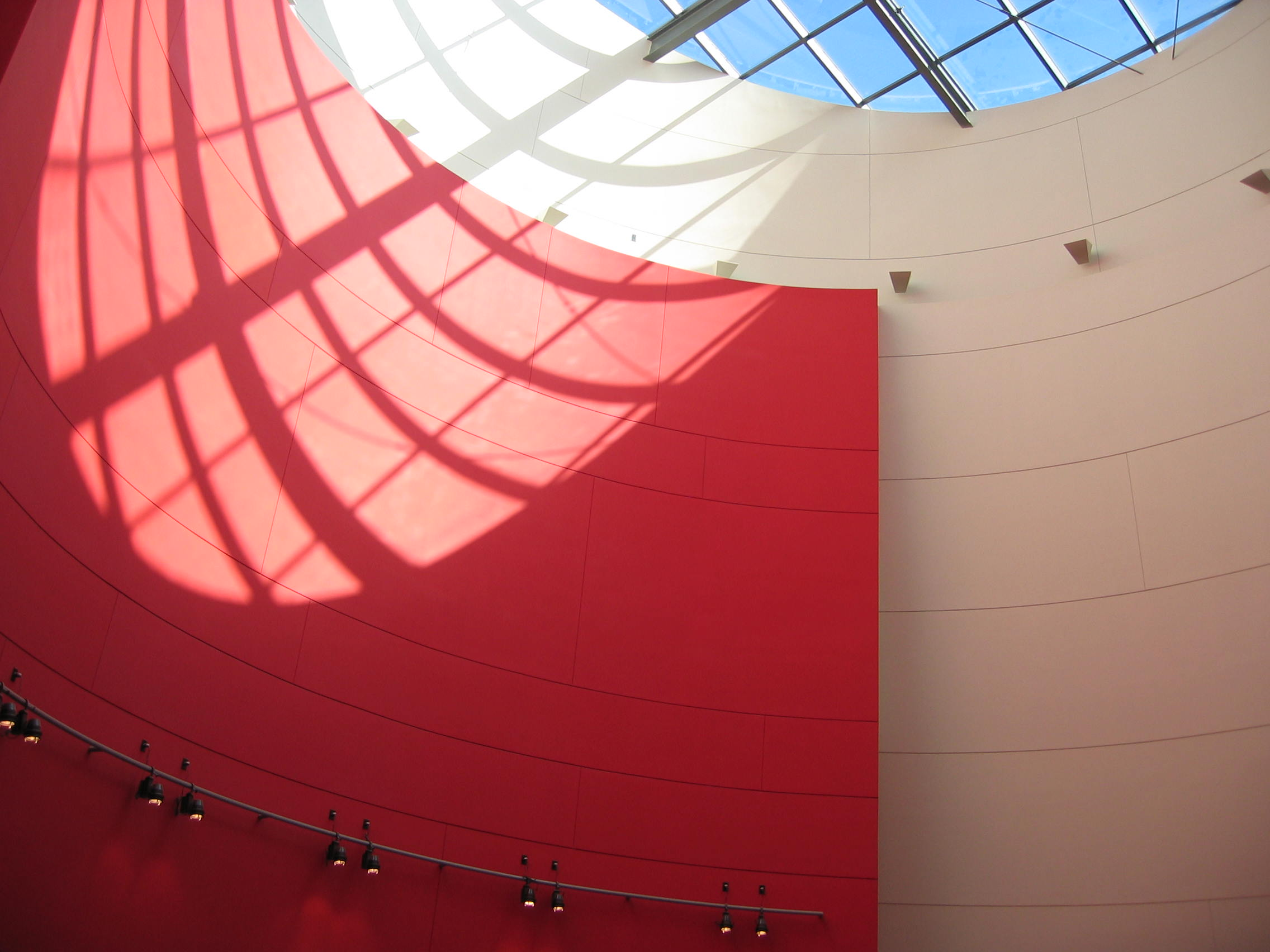
複合建築公共區域的「辨認大廳」（Recognition Rotunda）
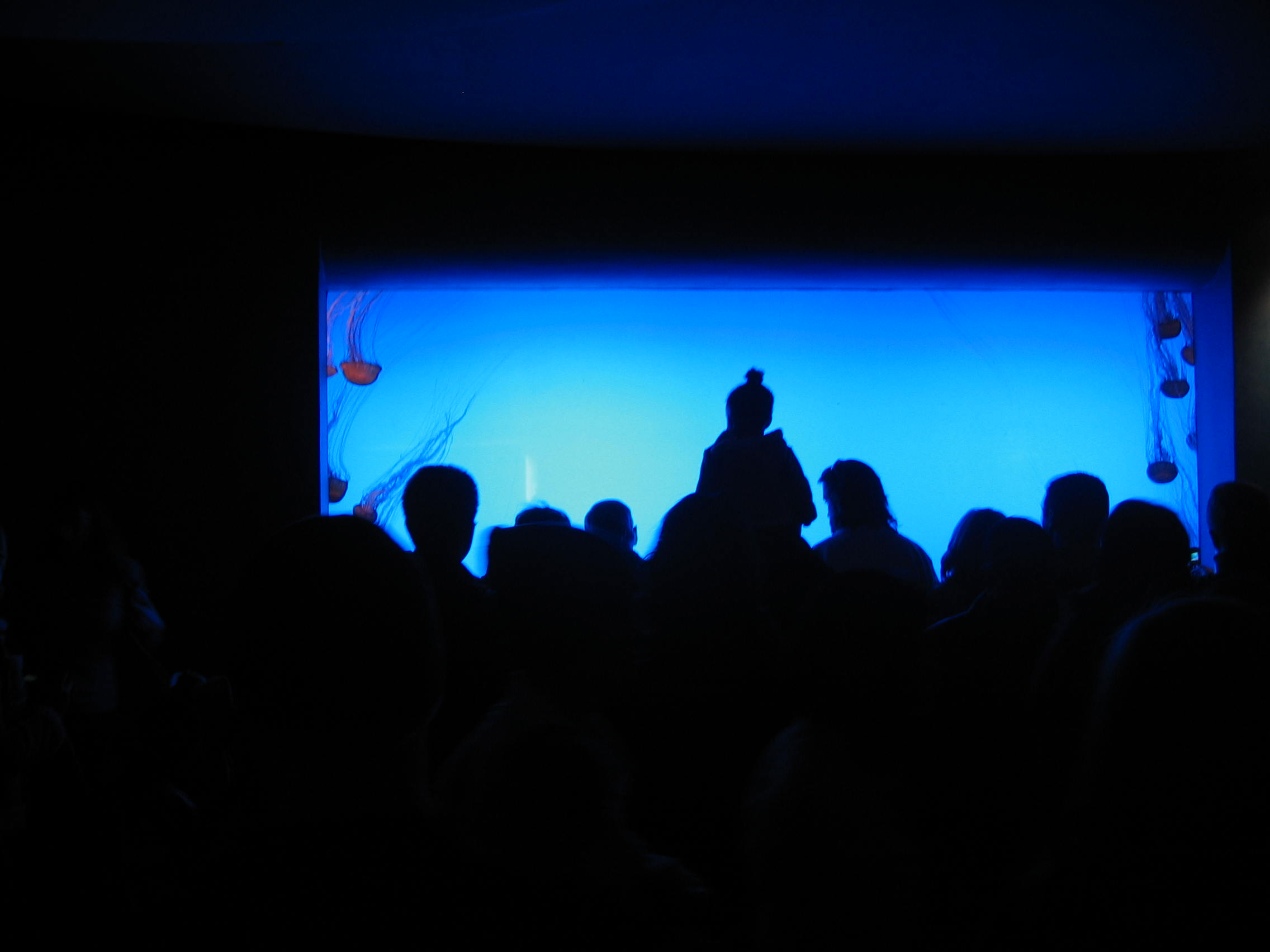
「熱帶潛水員」（Tropical Diver）的水母
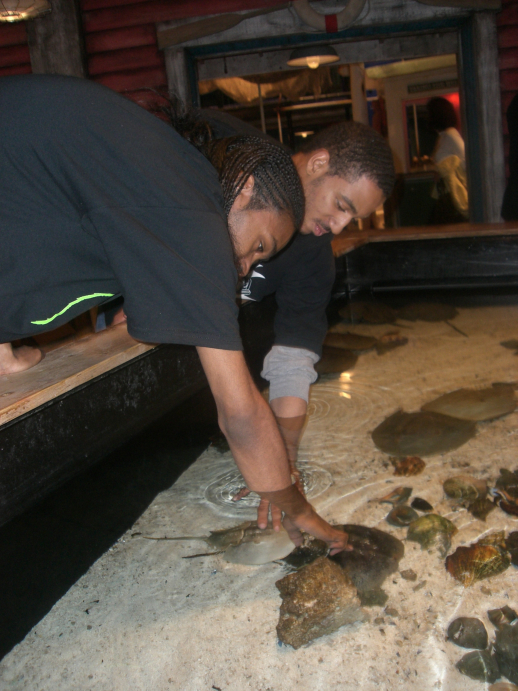
觸摸箱裡的鱟
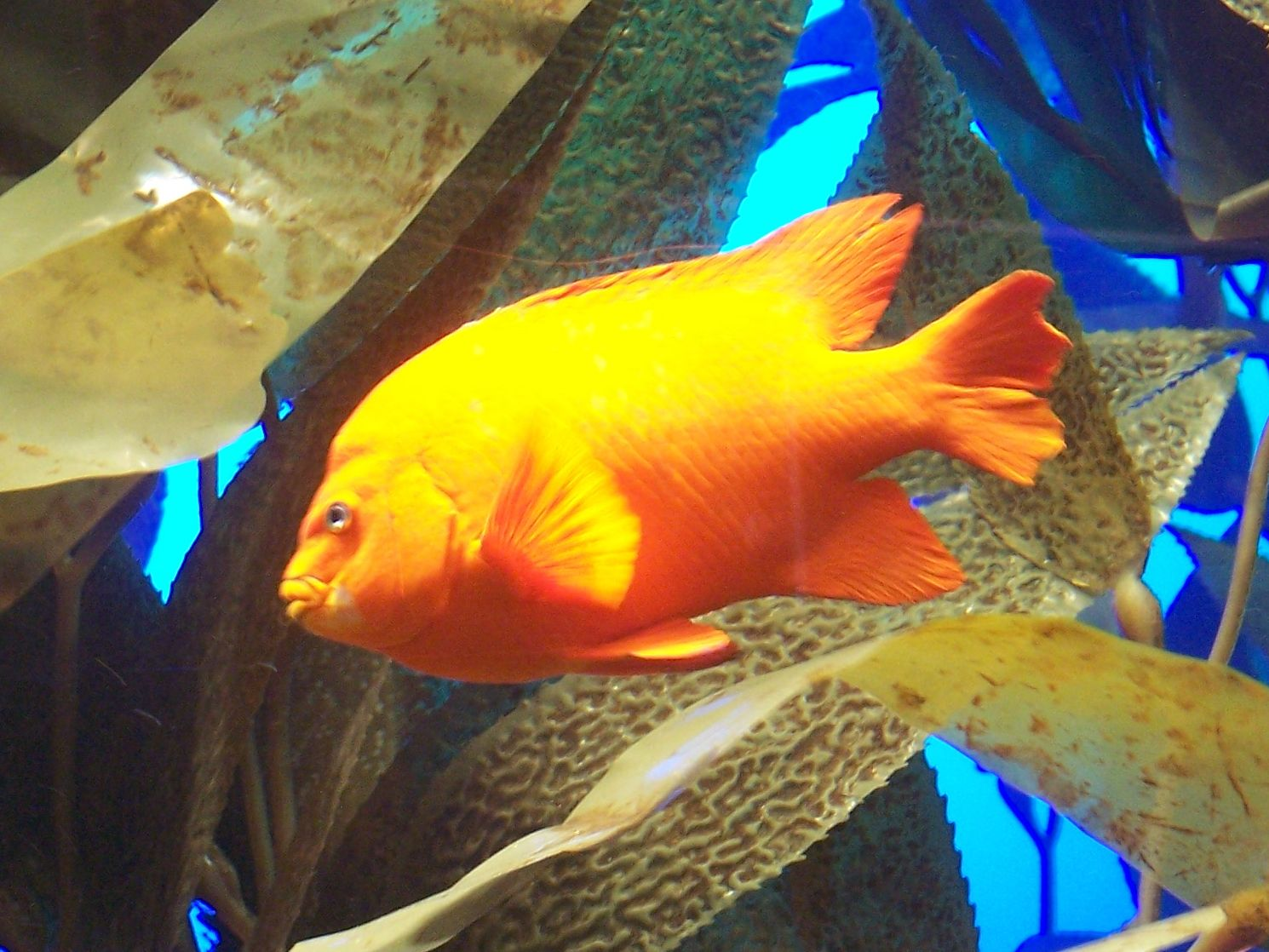
小雀鯛（Garibaldi）
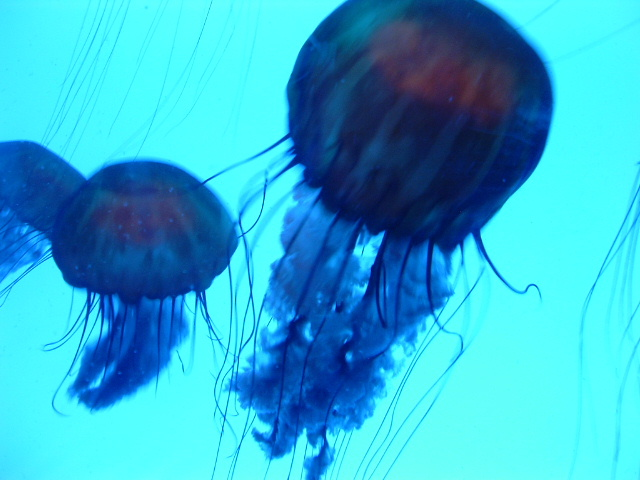
在棲息地漫遊的水母

## 外部連結
- 喬治亞水族館（页面存档备份，存于）